# China Space Sanjiang Group Corporation
Die China Space Sanjiang Group Corporation (chinesisch 中國航天三江集團有限公司 / 中国航天三江集团有限公司), aus historischen Gründen auch „Vierte Akademie“ (四院) genannt und oft „CSSG“ abgekürzt, ist eine Tochtergesellschaft der China Aerospace Science and Industry Corporation (CASIC) mit Hauptsitz im Stadtbezirk Dongxihu von Wuhan, der Hauptstadt der Provinz Hubei. Über Tochterfirmen stellt die CSSG hauptsächlich Dual-Use-Produkte her, von geländegängigen Sonderfahrzeugen bis zu den Trägerraketen der Kuaizhou-Serie.

## Geschichte
Nach dem Zwischenfall am Ussuri im März 1969 genehmigten der Staatsrat der Volksrepublik China und die Zentrale Militärkommission am 11. August 1969 dem für Raketen und Kernwaffen zuständigen Siebten Ministerium für Maschinenbauindustrie, im Rahmen der „Dritten Front“ in Hubei, also im sicheren Landesinneren, die sogenannte „Basis 066“ (○六六基地, Pinyin Líng Liù Liù Jīdì) zu errichten; die entsprechenden Dokumente wurden von Premierminister Zhou Enlai im Oktober jenes Jahres unterzeichnet. Im März 1970 wurde ein Kommandostab eingerichtet, der den Bau der Basis 066 koordinieren sollte, und im August 1970 setzte der Militärbezirk der Provinz Hubei (湖北省军区) 20.000 Mitglieder der Basismiliz aus sechs Kreisen, das Infrastruktur-Pionier-Regiment 235 der Volksbefreiungsarmee (中国人民解放军基本建设工程兵235团) sowie Facharbeiter vom 6. Ingenieurbüro der Nationalen Infrastrukturbaukommission (国家基本建设委员会第六工程局, heute das 6. Ingenieurbüro der China State Construction Engineering) in Bewegung.
Im Kreis Yuan’an der bezirksfreien Stadt Yichang wurden, verteilt über 11 Dörfer der Großgemeinden Mingfeng, Hualinsi (花林寺镇) und Maopingchang (茅坪场镇), über einen Zeitraum von fast zehn Jahren und – bis 1985 – mit einer Gesamtinvestition von 370 Millionen Yuan mehrere Fabriken gebaut:
- Xianfeng Maschinenfabrik (险峰机器厂)
- Wanshan Sonderfahrzeug-Fabrik (万山特种车辆制造厂)
- Hongyang Maschinenbau-Fabrik (红阳机械厂)
- Hongfeng Maschinenbau-Fabrik (红峰机械厂)
- Honglin Maschinenbau-Fabrik (红林机械厂)
- Jiangbei Maschinenbau-Fabrik (江北机械厂)
- Wanli Funkanlagen-Fabrik (万里无线电厂)
- Jianghe Chemiefabrik (江河化工厂)
- Fabrik 8614 (8614厂)
- 1. Forschungs- und Konstruktionsbüro (第一研究设计所)

Die größte dieser Fabriken war die Wanshan Sonderfahrzeug-Fabrik, wo mobile Startrampen für taktische Raketen hergestellt wurden. Am 27. Mai 1980 wurde die Basis mit einer Gesamtfläche von 875,4 ha, davon 902.000 m² Gebäudefläche, offiziell in Betrieb genommen. Schon vorher wurden dort jedoch unter anderem Komponenten für die Haiying-Seezielflugkörper der Dritten Akademie des Ministeriums gefertigt.
Das 1. Forschungs- und Konstruktionsbüro war bereits im Oktober 1975 einsatzbereit. Diese Abteilung war für die Entwicklung von taktischen Raketen zuständig, zunächst der Dongfeng 11, die einen nuklearen oder konventionellen Sprengkopf von 900 kg über eine Strecke von 280–350 km tragen konnte, im Falle eines Nuklearsprengkopfs mit einer Sprengkraft von wahlweise 50 oder 100 kT. 1990 erfolgte der erste Testflug, und 1992 wurde die Rakete, die von der mobilen Startrampe WS2400 der Wanshan Sonderfahrzeug-Fabrik abgeschossen wurde, bei der Volksbefreiungsarmee in Dienst gestellt.
Die Entwicklung der Dongfeng 15 begann 1985, im Jahr 1987 wurde das Konzept nach einem Testflug von der Volksbefreiungsarmee gebilligt. Im Frühjahr 1989 wurden die ersten Raketen an das 2. Artillerie-Korps übergeben, das damals für die Kernwaffen Chinas zuständig war.
Ihren ersten Einsatz hatte die Dongfeng 15 während der Dritten Taiwan-Krise 1995/96, als das 2. Artillerie-Korps, um eine Annäherung Taiwans an die USA bzw. eine Unabhängigkeitserklärung der Insel zu verhindern, eine ganze Reihe dieser Raketen über die Formosastrasse teilweise bis in taiwanesische Hoheitsgewässer schoss.
Mittlerweile war das Siebte Ministerium mehrmals umstrukturiert worden. Am 22. März 1993 wurde das Ministerium als Regierungsbehörde per Beschluss des Nationalen Volkskongresses aufgelöst und in zwei gewinnorientierte Rechtsgebilde umgewandelt: die „Dachgesellschaft für Luftfahrtindustrie“ und die „Dachgesellschaft für Raumfahrtindustrie“ (中国航天工业总公司, Pinyin Zhōngguó Hángtiān Gōngyè Zǒnggōngsī).
Die Basis 066 wurde der Dachgesellschaft für Raumfahrtindustrie unterstellt und am 10. April 1993 in einen Mischkonzern mit den einzelnen Fabriken als Tochtergesellschaften umgewandelt – die „Chinesische Drei Flüsse Raumfahrt-Gruppe“ (中国三江航天集团, Pinyin Zhōngguó Sān Jiāng Hángtiān Jítuán).
Hierbei steht „Drei Flüsse“ für Oberlauf, Mittellauf und Unterlauf des Jangtsekiang, der durch die Provinz Hubei fließt.
Am 1. Juli 1999 wurde die Dachgesellschaft für Raumfahrtindustrie in zwei Einzelfirmen aufgespalten, die China Aerospace Science and Technology Corporation (中国航天科技集团公司) und die China Aerospace Machinery and Electronics Corporation (中国航天机电集团公司, seit 2001 China Aerospace Science and Industry Corporation). Bei letzterer waren die Rüstungsaktivitäten gebündelt, und die Sanjiang-Gruppe wurde dieser Firma zugeteilt. Zur Vereinheitlichung der Namen wurde nun das 航天 vor das 三江 gestellt, also 中国航天三江集团. Im Englischen bezeichnete die Gruppe ihr Tätigkeitsfeld jedoch nicht als „Aerospace“, sondern als „Space“.
Der Hauptsitz der Firma war in Wuhan, zunächst im Innenstadtbezirk Jianghan,
dann in einem von oben an die vom Schriftzeichen 人, also „Mensch“ abgeleitete Rakete im CASIC-Logo erinnernden Neubau im nordwestlich gelegenen Dongxihu. Ab dem Jahr 1994 wurden die Fabriken der Basis 066 schrittweise in das verkehrstechnisch günstiger gelegene Xiaogan verlegt, bis die Basis als solche 2002 aufgelöst wurde. Das Gelände befindet sich immer noch im Besitz der Sanjiang-Gruppe, und 2006 richtete die Kreisregierung dort auf 10.000 m² das Militärmuseum Yuan’an (远安军事博览园) ein. Weitgehend im Freien werden dort eine große Zahl von Raketen, Kanonen und anderes Kriegsgerät gezeigt. Seit Ende 2017 wird die Einrichtung

zu einem regulären Museum ausgebaut.
Am 26. September 2019 wurde Teile der Basis 066 vom Staatsrat der Volksrepublik China in die Liste der Nationaldenkmäler aufgenommen.
Im Rahmen einer Umorganisation innerhalb des Mutterkonzerns wurde die Sanjiang-Gruppe 2009 zur „Chinesischen Akademie für Trägertechnologie“ (中国航天科工运载技术研究院) bzw. „Neunten Akademie“ (九院) erhoben.
Diese Bezeichnung ist jedoch nicht wörtlich zu nehmen. Anders als bei den Akademien der China Aerospace Science and Technology Corporation, die – neben ihrer Hauptfunktion als Hersteller von Raumflugkörpern – tatsächliche, akademische Grade verleihende Lehranstalten sind, werden bei der Sanjiang-Gruppe keine Studenten oder Doktoranden aufgenommen; die der Gruppe unterstehenden Firmen sind reine Fertigungs- bzw. Dienstleistungsbetriebe.
Das Wort „Space“ im englischen Firmennamen war ursprünglich eine bewusste Irreführung. Die Gruppe befasste sich, neben Nutzfahrzeugen, mit dem Bau von aus U-Booten
und von Lastwagen aus abgeschossenen militärischen Feststoffraketen.
Am 26. Mai 2000 gründete die CASIC, die damals noch als China Aerospace Machinery and Electronics Corporation firmierte, jedoch die Raumfahrt-Feststoffträgerraketen GmbH (航天固体运载火箭有限公司 bzw. Space Solid Fuel Rocket Carrier Co. Ltd., kurz SSRC).
Hierbei handelte es sich um ein Konsortium aus vier Tochterfirmen des Konzerns:
- Chinesische Drei Flüsse Raumfahrt-Gruppe, Wuhan[18]
- Akademie für Verteidigungstechnologie, Peking
- Chinesischen Akademie für Antriebstechnologie bzw. „Sechste Akademie“, Hohhot[19]
- Aerosun, Nanjing

Dieses Konsortium begann unverzüglich, auf der Basis der Interkontinentalrakete Dongfeng 31 eine vierstufige Trägerrakete zu entwickeln, zunächst unter dem englischen Arbeitstitel „SLV-1“.
Am 7. November 2000 erhielt die Rakete ihren eigentlichen Namen, „Kaituozhe 1“.
Nach zwei Fehlstarts am 15. September 2002 und am 16. September 2003 wurde das Projekt mehr oder weniger eingestellt.
Bereits seit 2002 hatte man die Kaituozhe 1 über die Hongqi 19 zu der vierstufigen Antisatellitenrakete Kaituozhe 409 weiterentwickelt, die bei einer Demonstration am 11. Januar 2007 den Wettersatelliten Fengyun-1C vollständig zerstörte.
Parallel dazu hatte das Konsortium die dreistufige Trägerrakete Kaituozhe 2 entwickelt, die aus einer neuen ersten Stufe bestand, darüber die ursprüngliche erste und zweite Stufe der Kaituozhe 1.
Ein Modell wurde im Herbst 2002 bei einer Ausstellung auf dem Kosmodrom Taiyuan gezeigt. Ihren ersten und bislang einzigen Flug hatte die Kaituozhe 2 am 2. März 2017.
Nachdem das Ministerium für Wissenschaft und Technologie 2005 das entsprechende Projekt genehmigt hatte,
wurde ab 2009 auf der Basis der Kaituozhe 409 die vierstufige Trägerrakete Kuaizhou-1 entwickelt,
die sich seit ihrem Erstflug am 25. September 2013 als sehr zuverlässig erwies. Bis zum 16. Januar 2020 waren die zehn Starts der Kuaizhou-1 und ihres Nachfolgemodells Kuaizhou-1A durchgehend erfolgreich.
Im Dezember 2011 fand innerhalb der CASIC eine erneute Umstrukturierung statt, in deren Ergebnis die Sanjiang-Gruppe von „Neunter Akademie“ in „Vierte Akademie“ umbenannt wurde.
Dies führt bei Nachrichtendiensten
und in den Medien gelegentlich zur Verwirrung, da sich die Vierte Akademie der CASIC ebenso wie die Vierte Akademie der CASC mit Feststoffraketen befasst und beide zum Beispiel bei der Entwicklung der schweren bzw. superschweren Trägerraketen Kuaizhou-21 und Kuaizhou-31 zusammenarbeiten: die ExPace Technology GmbH, eine am 16. Februar 2016 gegründete Tochterfirma von Sanjiang,
baut die Kernstufen, die Vierte Akademie der CASC die Booster.
Die Raumfahrt-Feststoffträgerraketen GmbH geriet ab 2007 in eine ganze Reihe von Rechtsstreitigkeiten um einen Kredit von 200 Millionen Yuan, dessen Existenz bestritten wurde. 2014 war das bis zum Obersten Volksgerichtshof der Volksrepublik China eskaliert,
danach verschwand die Firma von der Bildfläche.

## Geschäftsfelder
Neben ihren Rüstungsaktivitäten expandierte die Sanjiang-Gruppe schon sehr früh in den zivilen Sektor. So wurden zum Beispiel von der heutigen Wanshan Sonderfahrzeuge GmbH bereits 1979, gleich zu Beginn der Reform- und Öffnungspolitik, Autobusse hergestellt. Heute baut diese Firma neben traditionellen Lastkraftwagen und Zugmaschinen für militärische und zivile Zwecke auch Elektrobusse sowie elektrisch angetriebene Liefer- und Lastwagen. Die Shuanglong Spezialfahrzeug GmbH baut alle Arten von Tanklastwagen, für Produkte von Milch und Alkohol über Chemikalien bis zu Rohöl, dazu noch Müllautos, Fahrmischer und sonstige Baustellenfahrzeuge. Die Xianfeng Nachrichtentechnik GmbH stellt sowohl Geräte für das bemannte Raumfahrtprogramm der Volksrepublik China als auch für elektronische Gegenmaßnahmen her.
Die Wanfeng Technologieentwicklung GmbH befasst sich mit Systemen für lasergelenkte Waffen, TT&C-Anlagen, Führungssystemen, Buntmetallen und über ihre Tochterfirma Sanjiang Elektromechanik (湖北三江航天机电设备有限责任公司) mit Anlagen zur Herstellung von Futtermitteln.
Bei der Good Biotech GmbH werden Milchsäure und Lactate für Anwendungen in der Lebensmittelindustrie hergestellt.
Für das Geschäftsfeld kommerzielle Raumfahrt, auf dem die Gruppe, mit zunächst begrenztem Erfolg, seit Mai 2000 aktiv ist, wurde Mitte Februar 2016 die ExPace Technology GmbH mit einem Stammkapital von 300 Millionen Yuan gegründet, die die Feststoffrakete Kuaizhou-1A, eine verbesserte Variante der Kuaizhou-1, entwickeln sollte. Fünf Monate später, am 12. September 2016, unterzeichnete die Sanjiang-Gruppe mit der Provinzregierung von Hubei und der Stadtverwaltung von Wuhan einen Vertrag über den Bau einer Nationalen Raumfahrtindustrie-Basis (武汉国家航天产业基地) im östlichen Stadtbezirk Xinzhou.
Der erste Betrieb, der sich auf dem 42.500 m² großen Gelände ansiedelte, war die ExPace Technology,
die dort den Kuaizhou Raketenindustriepark (快舟火箭产业园) errichtete.
Außerdem arbeitet die Sanjiang-Gruppe an einem weltraumbasierten Internetsystem, das sogenannte „Xingyun-Projekt“ (行云工程). 
Hierbei ist geplant 48 Datenempfangssatelliten in einer niedrigen Erdumlaufbahn von 800 km Höhe zu platzieren, die von 9 Relaissatelliten in 1400 km Höhe unterstützt werden. Mit dieser Konstellation, die bis 2023 auf 80 Satelliten erweitert werden soll, sollen für Kunden zwischen dem 50. Grad nördlicher und südlicher Breite Positionsdaten von Schiffen etc. gesammelt und über das L-Band (1–2 GHz) bei geringer Bandbreite Nachrichten in Echtzeit ausgetauscht werden.
Am 9. Januar 2017 wurde mit einer Trägerrakete vom Typ Kuaizhou-1A der erste, 2,79 kg schwere Versuchssatellit Xingyun Shiyan 1 (行云试验一号) in eine sonnensynchrone Umlaufbahn von 656 km Höhe gebracht.
Als nächster Schritt wurde am 26. Dezember 2017 von der Sanjiang-Gruppe, ihrer Tochtergesellschaft ExPace und zwei weiteren Partnern mit einem Stammkapital von 300 Millionen Yuan die Xingyun Technologie GmbH (航天行云科技有限公司) mit zunächst rund 50 Angestellten gegründet.
Am 15. März 2018 nahm die Firma offiziell ihren Betrieb auf, und im Dezember 2018 waren die Prototypen der ersten beiden, 93 kg schweren Satelliten der Baureihe Xingyun 2 (行云二号) fertiggestellt.
Die realen Satelliten wurden schließlich am 12. Mai 2020 vom Kosmodrom Jiuquan gestartet, wieder mit einer Kuaizhou-1A der ExPace GmbH. Diese beiden Satelliten wurden in einen sonnensynchronen Orbit von 561 km Höhe gebracht.
Neben der Geräten für die L-Band-Datenübertragung mit 2,4–9,6 Kbit/s für das Uplink und 2,4 Kbit/s für das Downlink
besitzt jeder der Satelliten auch einen 6,5 kg schweren Kommunikationslaser mit einer Leistungsaufnahme von 80 W, der es ihnen ermöglicht, im Orbit untereinander mit hoher Geschwindigkeit Bilder, Sprachnachrichten und Daten auszutauschen. Dieses Verfahren ist wesentlich weniger anfällig für Störungen durch schlechtes Weltraumwetter etc. als Funkverkehr, es ist abhörsicher,
die Laser sind leichter und benötigen weniger Strom. Auch die Abhängigkeit des Systems von Bodenstationen reduziert sich, wodurch geringere Kosten für den Aufbau der Infrastruktur anfallen. Anfang August 2020 wurde die Laserkommunikation zwischen Xingyun 2-01 und Xingyun 2-02 erfolgreich getestet.
Über die Wuhan Raycus Fiber Laser Technologies AG, bei der man seit Dezember 2011 die Kontrolle besitzt, die 2015 gegründete Guanggu GmbH sowie durch Zukauf der Shanghaier Gauss Lasers GmbH (国神光电科技(上海)有限公司) im Jahr 2019 ist die Sanjiang-Gruppe auf dem Gebiet der Lasertechnologie aktiv.
Einen Tag vor der Gründung der Raumfahrtindustrie-Basis fand am 11. September 2016 im südlichen Stadtbezirk Jiangxia die Grundsteinlegung für den Guanggu Lasertechnologie-Park (武汉光谷激光科技园) statt, bei dem die Sanjiang-Gruppe 2,4 Milliarden Yuan investierte.
Vorstandsvorsitzender der Sanjiang-Gruppe ist seit dem 30. November 2015 Guo Yong (郭勇).
Die Gruppe hat etwa 15.000 Arbeiter und Angestellte, davon über 3000 Akademiker. 6000 der 15.000 Beschäftigten sind im technischen Bereich tätig, der Rest in Verwaltung und Vertrieb.
Im Jahr 2018 erzielte die Sanjiang-Gruppe einen Gesamtumsatz von 27,84 Milliarden Yuan, der Gewinn betrug 2,16 Milliarden Yuan.

## Tochterunternehmen
Die CSSG hat eine Reihe von Tochtergesellschaften, die zum Teil aus den ursprünglichen Fabriken der Basis 066 hervorgingen, heute allerdings eine geänderte Produktpalette haben:
- Xianfeng Nachrichtentechnik GmbH, Xiaogan (湖北三江航天险峰电子信息有限公司)[53]
- Wanfeng Technologieentwicklung GmbH, Xiaogan (湖北三江航天万峰科技发展有限公司)[54]
- Jiangbei Maschinenbau GmbH, Xiaogan (湖北三江航天江北机械工程有限公司)[55]
- Wanshan Sonderfahrzeuge GmbH, Xiaogan
- Shuanglong Spezialfahrzeug GmbH, Suizhou (湖北航天双龙专用汽车有限公司)[56]
- Sanjiang Space Good Biotech GmbH, Wuhan (武汉三江航天固德生物科技有限公司), vormals Jianghe Chemiefabrik (江河化工厂)[57]
- Sanjiang Immobilien GmbH, Wuhan (武汉三江航天房地产开发有限公司)[58]
- ExPace Technology GmbH, Wuhan
- Hunaner Raumfahrt GmbH, Changsha (湖南航天有限责任公司)[59][60][61]
- Xingyun Technologie GmbH, Wuhan (航天行云科技有限公司)[62]
- Sanjiang Bootstechnologie GmbH, Xiaogan (湖北三江船艇科技有限公司), vormals Staatliche Hongyang Maschinenbau-Fabrik (国营红阳机械厂)[63]
- Changzheng Ausrüstung GmbH, Xiaogan (湖北航天长征装备有限公司), vormals Fabrik 8614 (8614厂)[64]
- Sanjiang Walit Sonderfahrzeuge GmbH, Xiaogan (三江瓦力特特种车辆有限公司)[65]
- Shanghai Gofun Maschinenbau GmbH, Kunshan (上海果丰机械设备有限公司)[66][67]
- Guanggu Lasertechnologie GmbH, Wuhan (武汉光谷航天三江激光产业技术研究院有限公司)[68]
- Sanjiang Import-Export GmbH, Wuhan (武汉三江进出口有限公司)[69]